# Steins;Gate 0
《Steins;Gate 0》(シュタインズ・ゲート ゼロ, 슈타인즈 게이트 제로)는 5pb.에서 개발한 비주얼 노벨 비디오 게임이다. 《과학 어드벤처》 시리즈의 일부이며 2009년 게임 《Steins;Gate》 시대를 배경으로 한다. 2015년 12월에 PlayStation 3, PlayStation 4 및 PlayStation Vita, 2016년 8월에 Microsoft Windows, 2017년 2월에 Xbox One, 2019년 3월에 Nintendo Switch용으로 5pb.에서 일본에 출시했다.
또한 2016년에는 북미와 유럽의 PQube에서 PlayStation 4 및 PlayStation Vita용으로, 2018년에는 Microsoft Windows용으로, 2019년에는 Nintendo Switch용으로 국제적으로 스파이크 춘소프트에서 출시했다. 2017년에는 만화로, 2018년에는 애니메이션으로 게임을 각색했다. 이야기는 주로 원작 게임의 주인공 오카베 린타로, 스즈하 아마네, 신경과학자 히야죠 마호 등 여러 캐릭터의 관점에서 보여진다. 마호와 동료 알렉시스 레스키넨을 만난 후 오카베는 인공지능(AI) 시스템 아마데우스의 테스터가 된다. 플레이어는 스토리를 구성하는 텍스트와 대화를 읽고 아마데우스의 전화에 응답할지 여부를 선택하여 플롯의 방향에 영향을 미칩니다. 게임 초반에 스토리는 두 개의 주요 분기로 나뉘고, 차례로 다른 엔딩으로 분기된다.
이 게임은 시쿠라 치요마루가 《Steins;Gate》 오디오 드라마와 라이트 노벨을 루트 중 하나의 기반으로 사용하여 기획했다. 그러나 그것들을 직접 각색한 것은 아니며 새로운 시나리오를 특징으로 한다. 음악은 아보 타케시가 스토리를 읽으면서 느낀 감정의 흐름을 메모해 게임의 세계관과 잘 어울리는 음악을 만들었다. 이 게임은 스토리, 캐릭터, 게임 플레이, 영상 및 오디오를 즐기는 비평가들로부터 호평을 받았다.

## 게임 플레이
《Steins;Gate 0》은 플레이어가 캐릭터 스프라이트와 배경 아트와 함께 텍스트와 대화의 구절 형태로 스토리를 읽는 비주얼 노벨이다.  이야기는 서로 다른 결말로 이어지는 여러 분기로 구성된다. 원래 《Steins;Gate》의 단일 루트가 처음부터 끝까지 여러 분기점으로 실행되는 것과 달리 《Steins;Gate 0》은 게임 시작 부분에 하나의 분기점을 특징으로 하며 스토리가 두 개의 주요 스토리 분기로 분할되어 차례로 다른 결말로 다시 분기한다. 총 2개의 메인 스토리 경로와 4개의 사이드 스토리가 있다. 이야기의 방향은 플레이어 캐릭터인 오카베 린타로가 자신의 휴대폰으로 통신할 수 있는 인공 지능 아마데우스의 전화를 플레이어가 선택하는지 여부에 따라 결정된다. 플레이어는 오타베 외에도 아마네 스즈하와 히야죠 마호와 같은 다른 캐릭터의 역할도 맡는다.  플레이어는 또한 오카베의 전화를 사용하여 메시징 앱 RINE을 통해 친구와 상호 작용할 수 있다.  일부 지점에서 게임은 오카베가 메시지를 수신했음을 나타내는 알림을 표시하고 플레이어는 다시 보낼 여러 메시지 중에서 선택할 수 있다. 아마데우스 호출과 달리 RINE 메시지는 스토리의 분기에 영향을 주지 않는다.

## 시놉시스

### 설정

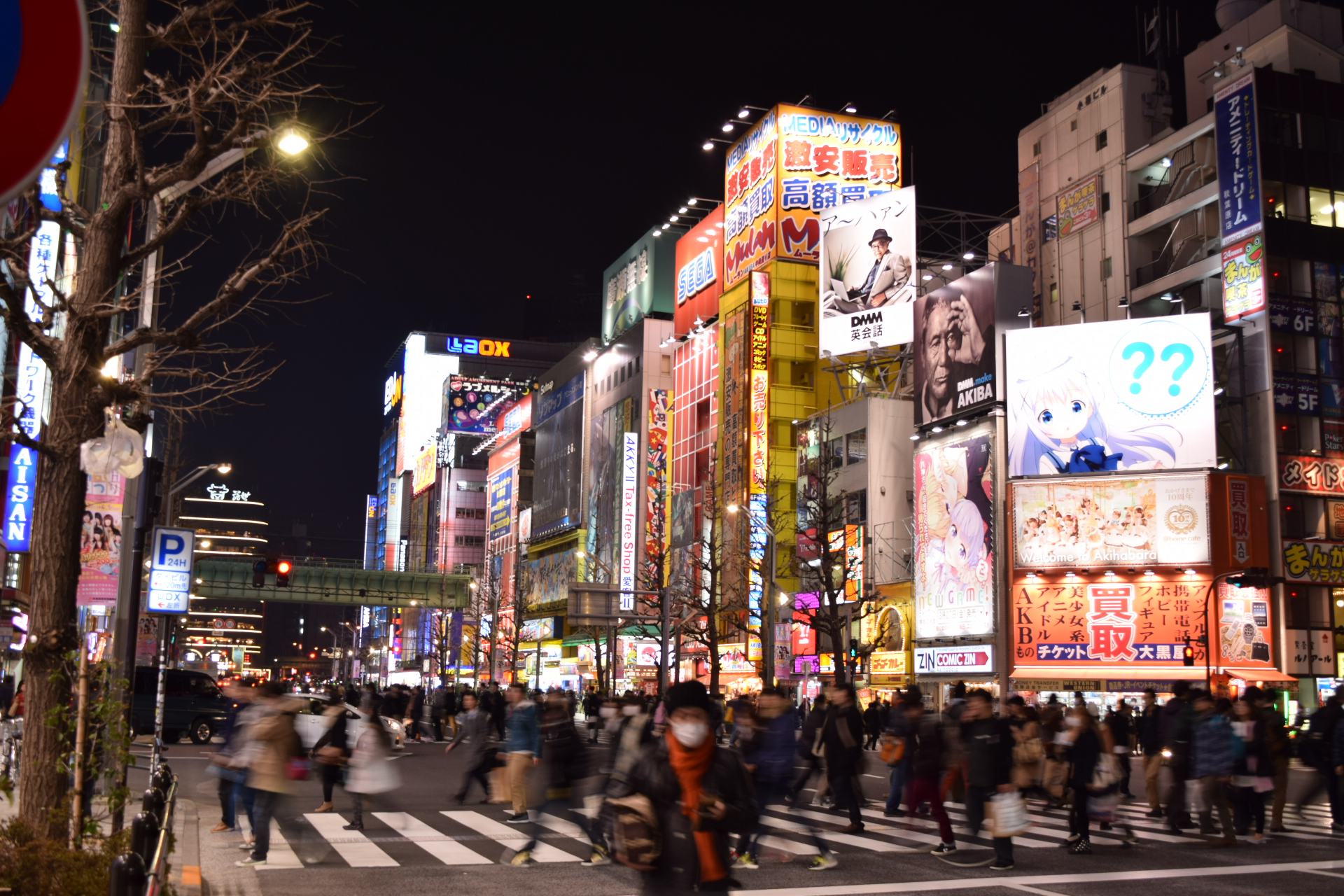
게임의 배경인 도쿄 아키하바라.

《Steins;Gate 0》는 《Steins;Gate》의 엔딩 이전의 대안적 미래를 배경으로 도쿄 아키하바라를 배경으로 한다. 그것은 대학생 오카베 린타로를 포함하여 그의 친구 시이나 마유리, 신경 과학자 마키세 크리스 및 해커 하시다 이타루와 함께 우연히 시간 여행을 발견했다. 전자레인지와 전화파(PhoneWave)를 사용하여 문자 메시지를 보내고 메모리 데이터를 과거로 디지털화했다. "시간 도약"이라고 하는 것은 본질적으로 사람의 마음을 이전 지점에서 신체로 이동시킨다. 이것은 시간 여행을 비밀리에 연구하는 조직인 SERN의 관심을 끌었고, 타임머신을 압수하기 위해 "라운더" 팀을 보냈고, 그 과정에서 기자 키류 모에카를 포함하여 마유리를 죽였다.
게임 세계 내에서 시간은 분기하고 다시 병합하는 대체 역사("세계선")로 구성된다. 즉, 수렴 지점의 이벤트는 과거의 이벤트가 매우 중요한 역사로 이어질 만큼 충분히 변경되지 않는 한 발생할 운명임을 의미한다. 다른 수렴 지점을 가진 다른 세계선 클러스터("어트랙터 필드")에 속한다는 점에서 다르다. 그러한 수렴 지점 중 하나는 2010년 마유리의 죽음이다. 이를 방지하기 위해 오카베는 시간을 거슬러 올라가 알파 어트랙터 필드에서 크리스가 살해되고 시간 여행이 발견되지 않은 베타 필드로 이동했다. 알파 및 베타 어트랙터 필드 사이에는 수렴점의 영향을 받지 않는 "슈타인즈 게이트" 세계선이 있다. 어떤 사람들은 교대 후 이전 세계선의 기억을 유지할 수 있다. 오카베가 소유한 "리딩 슈타이너"라고 부르는 능력이다. 다른 캐릭터 중에는 다루의 미래 딸인 시간 여행자 아마네 스즈하, 마유리의 미래 입양 딸 시이나 카가리, 크리스의 동료인 빅토르 콘드리아 대학의 히야죠 마호, 알렉시스 레스키넨, 오카베의 친구 우루시바라 루카와 페이리스 냥냥, 마유리의 친구 아마네 유키, 쿠루시마 카에데, 나카세 카츠미가 있다.

### 구성
게임은 《Steins;Gate》의 엔딩에서 시작된다. 여기서 스즈하는 타임머신을 사용하여 2010년 8월 21일로 여행하여 Okabe가 제3차 세계 대전으로 이어지는 시간 여행 경쟁을 막도록 했다. 이를 위해 그는 크리스의 아버지인 닥터 나카바치가 크리스를 죽이고 크리스의 시간 여행 이론을 러시아로 가져 오는 것을 막아야한다. 스즈하는 2010년 7월 28일 살인의 순간으로 오카베를 데려오지만, 그는 세계선 수렴으로 인해 실수로 크리스를 스스로 죽인다. 현재로 돌아온 오카베는 스즈하의 재시도 요청을 거부하고 외상 후 스트레스 장애를 앓는다. 거의 5개월 후, 오카베는 디지털화된 메모리를 크리스를 기반으로 한 아바타를 인공지능 아바타로 사용하는 아마데우스 시스템에 대한 크리스의 동료인 마호와 레스키넨의 프레젠테이션에 참석한다. 그들과 이야기하면서 오카베는 아마데우스의 테스터가 되어 전화를 통해 아마데우스 크리스와 통신할 수 있다. 오카베의 마음을 바꾸려던 스즈하는 1998년으로 여행하다 헤어진 카가리를 찾는다. 크리스의 하드 드라이브를 가지고 있는 마호는 크리스를 구할 수 있기를 바라며 그녀의 이론에 접근하기를 원한다. 러시아와 다른 나라, SERN을 비롯한 단체들도 이론을 쫓고 있고, 크리스의 이론과 기억을 둘러싼 활동을 감시하면서 세계선이 바뀐다.

## 제작
《Steins;Gate 0》는 5pb.에서 개발했다. 시쿠라 치요마루가 기획하고 마츠바라 타츠야가 제작했으며 Huke의 캐릭터 디자인이 특징이다. 시나리오는 하야시 나오타카, 야스모토 토루, 타키모토 마사키, 츠치야 츠카사와 같은 시리즈의 라이트 노벨과 오디오 드라마를 담당했던 사람들이 담당한다. 그러나 직접적인 각색은 아니다. 새로운 시나리오도 제공하며 개발자는 이를 "합법적인 번호가 매겨진 속편"이라고 설명한다.
음악은 아보 타케시가 작곡했다. 그의 음악 작곡 과정은 설정과 캐릭터 성격을 최대한 이해하기 위해 게임의 스토리를 읽는 것으로 구성되었다. 그는 게임의 감정적 흐름과 이벤트에 대한 첫인상을 매우 중요하게 생각했다. 각 장면에 사용하고 싶은 음악의 종류와 함께 적어두고 음악을 작곡할 때 염두에 두곤 했다. 그는 이 접근 방식이 게임의 여러 위치에 노래를 지정하는 것보다 시간이 더 걸리지만 게임의 세계관과 더 나은 관계를 가진 더 높은 품질의 음악을 만들었다고 말했다.

## 애니메이션
2017년 7월, 게임 등을 포함한 신개발 'STEINS;GATE World Line 2017-2018 프로젝트'가 시동했다. 이 최대의 주목으로서 '제로'의 애니메이션화 기획이 진행중인 것이 발표되었다. 같은 해 10월부터는 애니메이션의 재차 방송이 MX·BS11로 개시되었다. 같은 해 12월 14일에 '제로' 애니메이션판이 2018년 4월부터 방송 개시하는 것과 상세한 제작 체제가 발표. 프로모션 영상 등도 공개되었다.
하나의 큰 메인 시나리오를 기본으로 그린 첫 작품과 달리 이번 작품의 원작인 '제로'는 복수의 루트로 분기하는 멀티 시나리오 방식이기 때문에 애니메이션 버전은 모든 루트의 전개를 재구성 한 스토리에 연결하고 있다.
2018년 4월부터 9월까지 방송되었다. 텔레비전 애니메이션 제1작의 제23-β화로부터 계속되는 세계로서 그려져 있다.